# Dolichopus breviclypeus
Dolichopus breviclypeus är en tvåvingeart som beskrevs av Negrobov 1976. Dolichopus breviclypeus ingår i släktet Dolichopus och familjen styltflugor. Inga underarter finns listade i Catalogue of Life.